# Margret Almer
Margret Almer (* 13. Juli 1962 in Hartberg) ist eine österreichische Jodlerin und Sängerin volkstümlicher Schlager.

## Leben
Margret Almer erhielt als Kind Gesangs- und Musikunterricht. Sie spielte Klarinette und Saxophon und war mit einer Musikformation aus Oberkrain unterwegs. Als 17-Jährige wurde sie Miss Oststeiermark und danach als jodelndes Model bekannt. Almer machte Ausbildungen als Zahnarzthelferin und als Buchhalterin und wurde schließlich Beamtin bei der österreichischen Post.
In ihrer Freizeit machte sie weiterhin Musik und nahm auch Schallplatten auf. 1991 wurde ihr die österreichische Krone der Volksmusik als beste Nachwuchssängerin verliehen. Sie war mit dem Sonnalm-Echo und dem Titel Holt's doch die Feuerwehr bei der österreichischen Vorentscheidung zum Grand Prix der Volksmusik 1992 vertreten. Ihren größten Erfolg hatte sie 1996, als sie mit dem Titel Der schönste Mann der blauen Berge für Deutschland am Grand Prix der Volksmusik 1996 teilnahm und den 12. Platz erreichte. Seither ist die Sängerin gelegentlich in volkstümlichen Rundfunk- und Fernsehsendungen zu hören und zu sehen. Der große Durchbruch als Sängerin gelang ihr bisher nicht.

## Bekanntere Titel
- 1996 – Der schönste Mann der blauen Berge

## Diskografie
- 2001 – Wo bist du
- 2003 – Amore mio
- 2006 – Jodler mit Herz